# Amatlán de Quetzalcóatl
Amatlán de Quetzalcóatl es una comunidad mexicana perteneciente en el municipio de Tepoztlán, está ubicada en el norte del estado de Morelos a quince minutos de la cabecera municipal de Tepoztlán, a una hora de la Ciudad de México y a treinta minutos de la ciudad de Cuernavaca. Su nombre significa "lugar de los amates". Se dice que aquí nació el legendario héroe-dios Quetzalcóatl.

## Toponimia
El significado de su nombre proviene de los vocablos náhuatl amatl ("amate") y tlan ("lugar"). En la antigüedad la comunidad fue una destacada productora de papel elaborado con la corteza del árbol amate. Los amatlecos tributaban a los mexicas pliegos de papel, además de que con él se elaboraban los atuendos de las deidades, se decoraban los templos y se hacían los códices.

## Descripción
Amatlán de Quetzalcóatl se encuentra casi a 1,705 m s. n. m., rodeado por montañas salvo por el suroeste. El lugar ofrece puntos de interés para los que gustan de largas caminatas por la naturaleza, entre los cuales encontramos: Cerro de la Puerta (telzacualli), Cerro de la Ventana, Cerro de la Fertilidad ( Tepexinola), Barranca del Tecolote  (Tecoloatlahtli), Ameyalli Oztocuanamiquian (manantial de las dos piedras que se apoyan frente a frente), Paraje Machinco (lugar donde te sientas a descansar). También existen senderos que preservan el patrimonio cultural del lugar: Camino al Cinteopa (templo donde se adora al dios del maíz), Poza Nahualatl (agua misteriosa de los grandes secretos) y el mirador Tlamanco (lugar de ofrendas) desde donde se tiene una incomparable vista de Amatlán, Yautepec y Tepoztlán.
Existe un proyecto ecoturístico llamado Quetzalcoatl Temachtiani que cuenta con cabañas de pernocta, área de campamento y comedor comunitario, el equipo conformado por miembros de la comunidad ofrece: caminatas por senderos antiguos,  paseos a caballo, observación de aves, etc. También existe un centro de medicina tradicional llamado Atekokolli.
En el centro podemos encontrar una Plaza Cívica, donde hay un monumento en honor a Quetzalcóatl. En la tradición oral se cuenta que Zapata se escondía en los túneles y cuevas de este pueblo. El pueblo quedó despoblado durante la Revolución Mexicana y no fue hasta los años treinta que se constituyó de nuevo.

## Gastronomía
La región ofrece un rico inventario de deliciosos platillos, muchos de los cuales se remontan a la época prehispánica, como tamales, calabaza cocida, frijoles en caldo, salsas, itacates, tlacoyos de frijol chino o colorado, cocido de res, quesadillas, atole de arroz y de diferentes frutas, té de hojas de naranjo, mole verde y mole rojo, entre otros. Muchas de estas exquisiteces se pueden saborear en el típico y colorido mercado de Tepoztlán.

## Artesanías
En cuanto a las artesanías, el lugar ofrece las características casitas de pochote, esculturas en miniatura talladas en espina del árbol pochoizcatl. También son típicos los teponaxtles, que es un instrumento musical de percusión elaborado con palo de zopilote, tepehuaje o aguacate.

## Zona protegida
El territorio tepozteco se localiza en la ladera sur de la Sierra del Ajusco, con más de dos mil metros de diferencia entre su punto más alto y el más bajo, lo cual origina una rica variedad climática con invaluables recursos naturales: bosques de pino, oyamel y encino.
Por su riqueza cultural y biodiversidad, en 1937 el municipio fue declarado Parque nacional por el presidente Lázaro Cárdenas, y en 1988 corredor biológico Ajusco-Chichinautzin por el presidente Miguel de la Madrid. En la actualidad, Tepoztlán es un área natural protegida.